# Romulea petraea
Romulea petraea är en irisväxtart som beskrevs av Al-eisawi. Romulea petraea ingår i släktet Romulea och familjen irisväxter.
Artens utbredningsområde är Jordan. Inga underarter finns listade i Catalogue of Life.